# Eric's Trip
Eric's Trip é uma banda de indie rock de Moncton, New Brunswick, nomeado a partir de uma música do álbum Daydream Nation, do Sonic Youth. O Eric's Trip se destacou por ser a primeira banda canadense a assinar contrato com a gravadora-símbolo do Grunge, a Sub Pop, no começo dos anos 90. A banda conseguiu um hit com a música Viewmaster do seu álbum Forever Again, de 1994.

## História
O Eric's Trip foi formado em 1990, quando os músicos Rick White e Chris Thompson se juntaram a Julie Doiron e ao Ed Vaughan. A banda misturou influências de Dinosaur Jr., Neil Young e Sebadoh. Rick White descreve o som da banda como "Música pop melódica sentimental em cima de uma distorção espessa". A descrição de Mark Gaudet é mais simples, "Dreamy Punk".
A banda se separou pela primeira vez em 1996, mas se reuniu em 2001, e tocaram em um show no festival da gravadora em que eles estavam na época, a Sappy Records, em Sackville, começando em 2006, até o mais recente em 2009. Eles também tocaram uma série de shows em 2007, incluindo um show no Halifax Pop Explosion.
Julie Doiron se tonrou ums cantora solo de sucesso. Em 1999, ela lança o álbum Julie Doiron and the Wooden Stars, com a banda Wooden Stars, onde o álbum ganhou o prêmio no Juno Awards, como "Melhor álbum do ano". Durante 2003 e 2007, ela fez shows com a banda Shotgun & Jaybird. Rick Shite e Mark Gaudet tocaram na banda Elevator, e White lançou três álbuns solo, The Rick White Album, Memoreaper e 137. Chris Thompson aproveitou sua fama como o "Moon Socket", e hoje ele toca na banda The Memories Attack, com Ron Bates da banda Orange Attack.

## Integrantes
- Julie Doiron - Baixo, Guitarra, Vocais (1990-2009)
- Chris Thompson - Guitarra, Baixo, Bateria (1990-2009)
- Rick White - Vocais, Guitarra (1990-2009)
- Ed Vaughan - Bateria (1990-1991)
- Mark Gauder - Bateria (1991-2007)

## Discografia

### EP's/Fitas Cassete
- Eric's Trip (Independente, 1990)
- Catapillars (Independente, 1991)
- Drowning (Independente, 1991)
- Warm Girl (Independente, 1992)
- Belong (NIM, 1992)
- Peter (Murderecords/Sub Pop, 1993)
- Songs About Girls (Sub Pop, 1993)
- Julie and the Porthole to Dementia (Sappy Records, 1993)
- Trapped in New York (Summershine Records, 1993)
- Warm Girl (7" EP) (Derivative, 1993)
- The Gordon Street Haunting (Sub Pop, 1994)
- The Road South (Sonic Unyon, 1995)

### Álbuns de estúdio
- Love Tara (Sub Pop, 1993)
- Forever Again (Sub Pop, 1994)
- Purple Blue (Sub Pop, 1996)
- Long Days Ride Till' Tomorrow (Sappy Records, 1997)

### Álbuns ao vivo
- The Eric's Trip Show (Teenage USA, 2001)
- Live in Concert November 4th, 2001 (Great Beyond, 2001)

### Coletâneas
- Bootleg (Independente, 2007)

### Splits
- Split 7" with Sloan (Cinnamon Toast Records, 1994)
- Split 7" with Moviola (Metool Records, 1996)

### Aparições em coletâneas
- Sickness em Naked in the Marsh (NIM, 1991)
- Understanding em Raw Energy (Raw Energy Records,1993)
- Blue Sky for Julie/Smother em Never Mind the Molluscs (Sub Pop, 1993)
- Blue Sky for Julie/Smother em Sub Pop Employee of the Month (Sub Pop, 1993)
- Laying Blame em Trim Crusts if Desired (Cinnamon Toast Records, 1994)
- Evie em Not If I Smell You First (Sonic Unyon, 1995)
- If You Don't Want Me em Teenage Zit Rock Angst (Nardwuar the Human Serviette/Mint Records, 1995)